# Miss Universe Slovenije 2006
Miss Universe Slovenije 2006 je bilo lepotno tekmovanje, ki je potekalo 11. februarja 2006 na Gospodarskem razstavišču v Ljubljani. 
Na tekmovanje se je prijavilo 182 deklet s prijavnicami, objavljenimi v revijah Jana, Lady, Stop, Modna Jana, Anja, Eva, Lepa&zdrava in Naša žena. V finale se je uvrstilo 16 deklet, ki so se predstavila v treh izhodih. Izmed njih so izbrali deset, od teh pa še šest. 
Tekmovalke so v prvem izhodu predstavljale obleke slovenskih oblikovalcev, izmed katerih so z internetnim glasovanjem izbrali najlepšo. Predstavile so se še v kopalkah in večernih oblekah. 
Prireditev je prenašal Kanal A, vodil jo je Jernej Kuntner. 

## Uvrstitve in nagrade
- zmagovalka Nataša Pinoza, 15 mesecev uporabe avta Toyota Yaris in 720 tisoč slovenskih tolarjev
- 1. spremljevalka Anja Slatinšek
- 2. spremljevalka Ramona Irgolič - poliglot, globalni nomad, pevka, model
- miss fotogeničnosti Martina Ilijaš
- miss Planeta Tamara Slana

## Žirija
Vodil jo je Stane Jerko (modni fotograf), v njej so bili še Mojca Beseničar (slikarka), Iris Mulej (miss Universe 2002), Janez Vlachy (umetniški fotograf), Boštjan Klun (TV voditelj), Matej Mihelčič – Ajax (oblikovalec) in Alenka Bikar (atletinja).

## Glasbeni gostje
Nastopili so Jan Plestenjak, Tabu, Luka Nižetić, Dan D, Deja Vu, Party Kids in Vesna Pisarović.

## Miss Universe
Nataša Pinoza je na svetovnem izboru v Los Angelesu nosila večerno obleko Maje Ferme (izglasovali uporabniki portala Planet), nacionalno obleko Iris Mulej in Slavke Pajk (kombinacija slovenske zastave in francoske revolucije) in belo obleko Maje Štamol (za večerjo ob svečah v spomin žrtvam AIDSA).